# Diego Torrente
Diego Mariano Torrente (Santa Fe, Provincia de Santa Fe, 15 de agosto de 1972) es un entrenador de fútbol argentino. Su último equipo fue la División Reserva del Club Atlético Talleres.
Anteriormente trabajó como entrenador y ayudante de campo en equipos nacionales e internacionales y junto a figuras como Lucas Bernardi y Marcelo Bielsa y a su hermano Javier Torrente.

## Clubes

### Como ayudante de campo
| Club                 | País      | Año       |
| -------------------- | --------- | --------- |
| Selección Argentina  | Argentina | 2002-2004 |
| Newell's Old Boys    | Argentina | 2007      |
| San Martín (SJ)      | Argentina | 2008      |
| Audax Italiano       | Chile     | 2009-2010 |
| Newell's Old Boys    | Argentina | 2015-2016 |
| Unión (SF)           | Argentina | 2017      |
| Monarcas Morelia     | México    | 2019      |
| Beerschot            | Bélgica   | 2021-2022 |
| Deportes Antofagasta | Chile     | 2022      |

### Como entrenador
| Club                 | País      | Año    |
| -------------------- | --------- | ------ |
| Atlético Piamonte    | Argentina | 2005   |
| Sportivo Las Parejas | Argentina | 2010   |
| Coquimbo Unido       | Chile     | 2011   |
| Racing (O)           | Argentina | 2012   |
| Sportivo Las Parejas | Argentina | 2013-? |
| Talleres (reserva)   | Argentina | 2020   |

## Palmarés

### Como ayudante de campo
| Título           | Club                | Sede   | Año  |
| ---------------- | ------------------- | ------ | ---- |
| Juegos Olímpicos | Selección Argentina | Atenas | 2004 |